# Crime Does Not Pay (fumetto)

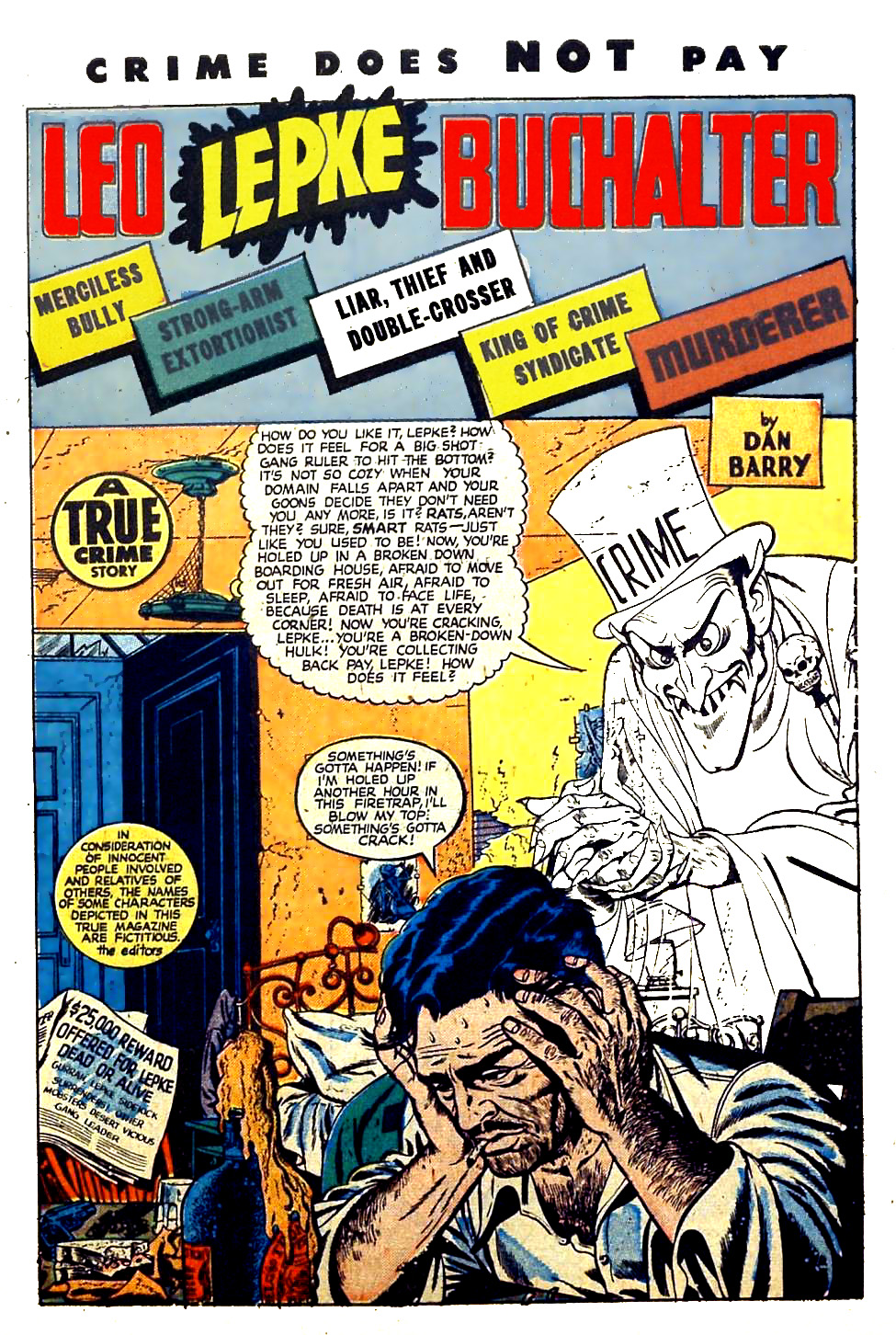
Crime Does Not Pay #55 (1947) con in secondo piano Mr Crime

Crime Does Not Pay è stata una serie a fumetti statunitense pubblicata tra il 1942 e il 1955 da Lev Gleason Publications.
Curata e scritta soprattutto da Charles Biro, la serie ha lanciato il genere del poliziesco nei fumetti, ed è stato il primo "fumetto sul crimine reale" del mondo dei fumetti. La serie raffigurava in maniera sensazionalistica le gesta di gangster come Baby Face Nelson e Machine Gun Kelly, illustrate da artisti come Bob Wood, George Tuska o altri. Le storie erano spesso introdotte e commentate da "Mr. Crime", un personaggio simile a un ghoul con un cilindro, precursore di figure tipiche della narrativa horror antologica come Crypt Keeper della EC Comics.
Secondo Gerard Jones, Crime Does Not Pay era "il primo fumetto non umoristico che rivaleggiava con i supereroi nelle vendite, il primo ad aprire il mercato dei fumetti a un grande numero di tardo-adolescenti e giovani maschi".
Al massimo della sua popolarità, Crime Does Not Pay annunciava in copertina di essere letto da sei milioni di persone.
Nell'autunno 2011 la Dark Horse Comics ha pubblicato una raccolta dal titolo Blackjacked and Pistol-Whipped: A Crime Does Not Pay Primer, che venne candidata per i Premi Harvey l'anno successivo nella categoria "Best Domestic Reprint Project". Nel 2012 la Dark Horse ha cominciato la pubblicazione di una serie di ristampe dei numeri originali di Crime Does Not Pay; questa serie è stata candidata per i premi Eisner nella categoria "Best Archival Collection/Project" nel 2013.